# Cumberland hercegeinek listája

Cumberland megyéje

Ezen a lapon Cumberland hercegeinek listája található a hercegi cím megszületésétől, 1644-től egészen napjainkig, amikor is a rang már csak címzetes. A cumberlandi hercegi rang (angolul: Duke of Cumberland) brit főnemesi cím, melyet általában a brit királyi család ifjabb tagjainak részére adományoztak a brit uralkodók. A hercegi cím Cumberland megye nevéből származott; viselése nem járt együtt valódi hatalommal és legtöbbször nem volt örökletes. A cumberlandi hercegi ranghoz rendszerint több más nemesi rang is kapcsolódott.

## A hercegi cím története
A cumberlandi hercegi címet I. Károly angol király hozta létre 1644-ben unokaöccse, Rupert pfalzi herceg számára a herceg hadászatban tanúsított érdemeinek jutalmazására. Rupert pfalzi herceg gyermektelenül halt meg, így a hercegi cím megszűnt. A rangot II. Károly angol király újította fel 1683-ban, amikor unokahúga feleségül ment György dán–norvég királyi herceghez. A hercegnek ugyan született fiúgyermeke feleségétől, de még édesapja előtt elhalálozott, így György herceg halálával a cumberlandi hercegi pozíció ismét betöltetlenné vált.
A hercegi cím harmadik viselője Vilmos brit királyi herceg volt. A herceget édesapja, II. György brit király emelte e pozícióba 1726-ban, születése napján; emellett pedig több más főnemesi címeket adományozott neki. A cumberlandi hercegi cím ekkor már nemcsak angol, hanem brit főnemességet is jelentett. Vilmos herceg már cumberlandi címén vált ismertté; ugyanakkor ő is gyermektelenül halt meg, nem adva tovább a hercegi rangot.
Mikor a címet negyedszerre felújították, a hercegi címhez hozzácsatolták a strathearni megnevezést is, így jött létre a „cumberlandi és strathearni hercegi” cím. Negyedik viselője Henrik walesi herceg volt, az akkori brit trónörökös harmadik fia, az uralkodó unokája. Henrik herceg rangon alul kötött házasságot, és nem született törvényes utódja. Ezért halálával a hercegi poszt ismét megürült.
A hercegi címet ötödszörre 1799-ben III. György brit király újította fel ötödik fia, I. Ernő Ágost hannoveri király számára mint „cumberlandi és teviotdale-i herceg”. A hannoveri király ezáltal a brit főnemesség – és a cumberlandi címhez kapcsolt másik rang révén – az ír főnemesség tagjává vált. Ernő Ágost örökíthette minden brit rangját, így azok halála után előbb fiára, majd unokájára szálltak. Unokája, Ernő Ágost hannoveri királyi herceg az első világháború alatt veszítette el a címet, mikor a brit király minden német rokonát megfosztotta brit rangjaitól a „britek elleni fegyveres fellépés” vádjával. Egy későbbi törvény alapján ugyanakkor Ernő Ágost hannoveri királyi hercegnek és egyenes ági leszármazottjainak jogában áll kérvényezni a cím visszaállítását a brit főnemességben. Ameddig ez nem történik meg, a herceg és leszármazottjai csak címzetesen viselhetik a cumberlandi hercegi címet.

## Cumberland, Cumberland és Strathearn, Cumberland és Teviotdale hercegei
| Kép | Cumberland hercege                  | Viselési idő | Teljes cím, megjegyzés |
| --- | ----------------------------------- | ------------ | --- |
|     | Rupert pfalzi herceg                | 1644–1682    | Cumberland hercege és Holderness grófja. Első létrehozás. A címet nem örökletesen hozták létre.                                                  |
|     | György dán–norvég királyi herceg    | 1689–1708    | Cumberland hercege, Kendal grófja és báró Wokingham. Második létrehozás. A címnek nem volt örököse.                                              |
|     | Vilmos brit királyi herceg          | 1726–1765    | Cumberland hercege, Berkhamstead márkija, Kennington grófja, Trematon vikomtja és báró Alderney. Harmadik létrehozás. A címnek nem volt örököse. |
|     | Cumberland és Strathearn hercege    |              | |
|     | Henrik walesi herceg                | 1766–1790    | Cumberland és Strathearn hercege, Dublin grófja. Első létrehozás. Törvényes örökös nélkül halt meg, a cím megszűnt.                              |
|     | Cumberland és Teviotdale hercege    |              | |
|     | I. Ernő Ágost hannoveri király      | 1799–1851    | Cumberland és Teviotdale hercege, Armagh grófja. Első létrehozás.                                                                                |
|     | V. György hannoveri király          | 1851–1878    | Cumberland és Teviotdale hercege, Armagh grófja.                                                                                                 |
|     | Ernő Ágost hannoveri királyi herceg | 1878–1919    | Cumberland és Teviotdale hercege, Armagh grófja. Az 1917. évi címfosztási törvény 1919. március 28-án felfüggesztette a címet.                   |

Az 1917. évi Titles Deprivation Act az Egyesült Királyság parlamentjének törvénye. Az első világháborúban az Egyesült Királyság ellenségeinél szolgáló főrendeket címeiktől – beleértve a királyi család tagjai által viselteket is – az uralkodó megfoszthatta. Három ilyen cím volt:
- Albany hercege
- Cumberland és Teviotdale hercege
- Taaffe vikomt

Ezek a címek léteznek, de nincs viselőjük. A törvény szabályozta, hogy mi az eljárás arra az esetre, ha a cím viselésére amúgy jogosult személy kérné a cím megadását. A Taaffe vikomt címnek nincs jogos örököse.

## I. Ernő Ágost hannoveri király leszármazottai
A családfa nem mutatja az összes családtagot, csak azokat, akik a királyi cím, illetve a Nagy-Britannia Királysága főrendjében (peerage) létrehozott Cumberland és Teviotdale hercege cím öröklésében érintettek – néhány kivétellel.
- III. György  brit király
  - IV. György  brit király
  - Frigyes Ágost,  York és Albany hercege
  - IV. Vilmos  brit király
  - Sarolta Auguszta württembergi királyné
  - Eduárd Ágost  Kent és Strathearn hercege
  - további testvérek...
  - I. Ernő Ágost hannoveri király (1771–1851)  Cumberland és Teviotdale 1. hercege
    - V. György hannoveri király (1819–1878)  Cumberland és Teviotdale 2. hercege
      - Ernő Ágost hannoveri királyi herceg (1845–1923)  Cumberland és Teviotdale 3. hercege[1]
        - Ernő Ágost braunschweigi herceg(1887–1953)[2]
          - IV. Ernő Ágost hannoveri herceg (1914–1987)[2]
            - V. Ernő Ágost hannoveri herceg (1954–)[2]
              - Prince Ernst August of Hanover
                - Prince Welf August of Hanover

          - Frederica of Hanover (1917–1981), férje: Pál görög király

## Fordítás
- Ez a szócikk részben vagy egészben a Duke of Cumberland című angol Wikipédia-szócikk ezen változatának fordításán alapul.  Az eredeti cikk szerkesztőit annak laptörténete sorolja fel. Ez a jelzés csupán a megfogalmazás eredetét és a szerzői jogokat jelzi, nem szolgál a cikkben szereplő információk forrásmegjelöléseként.